# Łysa Polana (osada)
Łysa Polana – osada położona w województwie małopolskim, w powiecie tatrzańskim, w gminie Bukowina Tatrzańska.
W latach 1975–1998 miejscowość administracyjnie należała do województwa nowosądeckiego.